# سعد الكعبي
سعد بن سعد محمد شريان الكعبي ممول قطري معروف وميسر للخدمات المالية التي تدعم الفرع القطري لتنظيم القاعدة، وكذلك جبهة النصرة، فرع تنظيم القاعدة في سوريا، والذي تم إدراجه من قبل الولايات المتحدة كتنظيم إرهابي.
وفقًا لوزارة الخزانة الأمريكية، تم إدراج الكعبي في القائمة لأنه شارك في مخططات معقدة لمواصلة تدفق الأموال التي تساعد شبكات الأنشطة الإرهابية العنيفة في سوريا وباكستان والسودان منذ عام 2012 على الأقل.
في أوائل عام 2014، رتب الكعبي حملات تبرع في قطر بناءً على طلب من قبل أحد منتسبي جبهة النصرة. لقد ساعد في جمع أموال كبيرة، والتي تم من خلالها استخدام الأموال التي تم جمعها في شراء الأسلحة والطعام لجبهة النصرة.
كما شارك في تبادل الرهائن مع جبهة النصرة. وقد طلبت منه المنظمة رسميًا العمل كوسيط في جمع وتسهيل دفع الفدية مقابل إطلاق سراح رهينة محتجزة لدى جبهة النصرة.
شارك الكعبي في حملة «مدد أهل الشام» التي ظهرت كمنظمة خيرية يمكن من خلالها لمؤيدي جبهة النصرة تقديم التمويل.
كما ارتبط وعمل عن كثب مع أشخاص مثيرين للجدل، بمن فيهم حامد حمد حامد العلي، وهو جامع تبرعات كويتي من جبهة النصرة، في عام 2013 عندما تلقى تمويلًا منه لدعم جبهة النصرة وعبد اللطيف الكواري، الذي عمل معه. على حملة مدد أهل الشام.
اعتبارًا من أغسطس 2015، تم تصنيفه على أنه إرهابي عالمي وتم إدراجه في قائمة عقوبات وزارة الخزانة الأمريكية لممولي الإرهاب المعينين لأنشطته المالية غير المشروعة في محاولة لاستهداف شبكات تمويل المنظمات الإرهابية. ومنذ ذلك الحين تم وضعه على قوائم عقوبات عديدة لنفس الأسباب بما في ذلك قوائم مجلس الأمن التابع للأمم المتحدة، والاتحاد الأوروبي، وأستراليا، وباكستان، والمملكة المتحدة، وهونغ كونغ، وغيرها.
تسمح هذه العقوبات لوزارة الخزانة الأمريكية بمصادرة أي من أصوله الخاضعة للولاية القضائية الأمريكية، فضلاً عن حظر أي تفاعل تجاري بينه وبين أي من مواطني الولايات المتحدة. بموجب عقوبات مجلس الأمن الدولية المفروضة على تنظيم القاعدة، يخضع لقيود مماثلة مع تجميد أصوله وحظر السفر وحظر الأسلحة عليه.